# Sinamalé-Brücke
Die Sinamalé-Brücke (Dhivehi ސިނަމާލެ ފާލަން) verbindet die Inseln Malé, Hulhulé und Hulhumalé der Malediven. Die 1,39 km lange Brücke hat zwei Fahrspuren für mehrspurige Kraftfahrzeuge und eine separate Spur für Fahrräder, Motorräder und Fußgänger und wurde am 30. August 2018 eröffnet. Sie wurde ursprünglich aufgrund der Finanzierung durch die Chinesische Regierung China-Malediven Freundschafts-Brücke genannt. Sie ist die erste Brücke zwischen Inseln der Malediven.